# Grupa Operacyjna „Koło”
Grupa Operacyjna „Koło” (Grupa Operacyjna Knolla-Kownackiego) – wyższy związek taktyczny Wojska Polskiego w czasie kampanii wrześniowej 1939.

## Formowanie i zmiany organizacyjne
Około 20 sierpnia 1939 Generalny Inspektor Sił Zbrojnych, marszałek Polski Edward Śmigły-Rydz udzielił dowódcy Armii „Poznań” generałowi dywizji Tadeuszowi Kutrzebie zgody na utworzenie dyspozycyjnego dowództwa operacyjnego. Dowództwo Grupy Operacyjnej zostało powierzone generałowi brygady Edmundowi Knoll-Kownackiemu, dowódcy Okręgu Korpusu Nr VII w Poznaniu. Generał Knoll skompletował dowództwo z oficerów Dowództwa Okręgu Korpusu Nr VII w Poznaniu.
6 września rano rozwiązano Grupę Operacyjną „Koło”, natomiast rozkazem wieczornym powołano Grupę Operacyjną gen. Knoll-Kownackiego. Siłami tej GO wykonano pierwsze uderzenie podczas bitwy nad Bzurą (I faza – 10–12 września). Podczas przebijania się do Puszczy Kampinoskiej (III faza – 16–19 września) GO przestała właściwie istnieć 17 września. Rozwiązana została rozkazem gen. T. Kutrzeby 21 września 1939.
Po wejściu do Warszawy gen. Knoll-Kownacki objął dowództwo nad odwodami Armii „Warszawa” – reorganizacją pozostałości Armii „Poznań”, „Pomorze” i „Łódź”, które przebiły się do stolicy.

## Działania grupy w kampanii wrześniowej
3 września 1939 generał Tadeusz Kutrzeba wydał ogólny rozkaz operacyjny na dzień 4 września 1939, w którym określił skład i zadanie grupy operacyjnej oraz wyznaczył miejsce postoju jej dowództwa. Zadaniem grupy operacyjnej była „obrona przedmościa «Koło», początkowo na pozycji wysuniętej, następnie głównej, oraz odcinka Uniejów i odcinka Kanału Morzysławskiego między Wartą a Jeziorem Pątnowskim”. W związku z powyższym Grupa Operacyjna otrzymała nazwę „Koło”. Dla wykonania tego zadania dowódca armii przydzielił generałowi Knoll-Kownackiemu 17 i 25 Dywizje Piechoty oraz pododdziały wsparcia. Jednostki te podlegały dowódcy GO „Koło” od świtu 4 września 1939. Miejscem postoju dowództwa GO „Koło” był Osiek Wielki, a wysunięte miejsce postoju znajdowało się w Kościelcu na lewym brzegu Warty. 4 września 1939 generał Kutrzeba oddał do dyspozycji generała Knolla dowództwo Artylerii Armii „Poznań”.
Późnym wieczorem 12 września gen. Knoll-Kownacki wydał swoim wojskom rozkaz odwrotu na północny brzeg Bzury. Oddziały grupy rozpoczęły przegrupowanie na linii Łęczyca – Sierpów. 6 puł organizował obronę na południowym skraju Łęczycy, a 9 puł, pozostawiwszy dla osłony 2 szwadron, odpoczywał w Sierpowie. W tym czasie gen Kutrzeba wydał rozkaz Grupie Kawalerii gen. Grzmota-Skotnickiego by osłaniała przegrupowanie Armii „Poznań” i „Pomorze”. Zgodnie z rozkazem grupa  miała wycofać się w nocy przez Łęczycę na północny brzeg Gnidy i Bzury, po czym zorganizować obronę frontem na południe, zamykając przeprawy przez te rzeki. Grupa kawalerii dalej podlegała gen. Knollowi-Kownackiemu. Wykonując rozkaz dowódcy armii gen. Grzmot-Skotnicki jeszcze w nocy wydał kolejne rozkazy. Zgodnie z ich treścią 9 puł o świcie przemaszerował przez Łęczycę do rejonu Błonia, gdzie przystąpił do organizowania obrony przeprawy, 14 puł zamknął przeprawy w rejonie Łęczyca – Topola Królewska. W rejonie Daszyny ześrodkował się odwód Podolskiej BK – 6 puł. W Daszynie stanął również odwód dowódcy grupy kawalerii – pułk Pomorskiej BK. Artyleria rozwinęła się koło Chrząstówka.
25 DP również zaczęła się wycofywać z zajmowanych pozycji. 13 września rano gros 25 DP znajdowało się w wyznaczonych miejscach. III/56 pp obsadził przyczółek w rejonie Zagaja. 56 pp częścią sił dozorował Bzurę na odcinku kolonia Węglewice – Ględzianówek, a na prawo do Topoli Królewskich, rzekę dozorowały pododdziały 60 pp. Dowództwo dywizji rozmieszczono w dworze Byszew, 25 batalion saperów w rejonie folwarku Julinki, 25 dac we dworze Strzegocin, 31 kompania czołgów rozpoznawczych w Romartowie. Około południa do Witoni dotarł 29 pp.
Dowódca 17 DP płk Mozdyniewicz nakazał wykonać marsz nocny w dwóch kolumnach. W południe 13 września 68 pp z 5 batalionem ckm, II/17 pal oraz 8 bs organizowały już tymczasową obronę wzdłuż Bzury od dworu Ktery do dworu Siemienice, 69 pp, 17 dac i III/17 pal rozmieszczone były w Strzegocinie, bataliony 70 pp rozmieściły się odpowiednio w Malewie, Kucharach i w Marcinowie, a dowództwo w Świniarach , oddział rozpoznawczy kwaterował w Młogoszynie, a dowództwo dywizji w Nagodowie.
14 Dywizja była w trakcie organizowania natarcia. Po otrzymaniu rozkazu do wycofania się, pragnąc w maksymalnym stopniu wykorzystać ciemności, natychmiast przerwano przygotowania do natarcia i zaczęto pospiesznie organizować odwrót. Pułki miały oderwać się od nieprzyjaciela i odskoczyć do Woli Mąkolskiej, a stamtąd odejść przez Piątek – Młogoszyn za Bzurę. Wczesnym popołudniem 55 pp z 1I/14 pal osiągnął rejon Krzyżanówek – Pawłowice– folwark Jagniątki , 58 pp znajdował się w rejonie Stefanów – Młogoszyn – Micin, 57 pp (bez I batalionu) bronił przyczółka dwór Pęcławice – Górki Pęcławskie – Włostowice, reszta artylerii rozwinięta była na północ od Młogoszyna w celu wsparcia obrońców przyczółka, kawaleria dywizyjna rozlokowała się w Łękach Kościelnych, 72 kompania czołgów rozpoznawczych w rejonie Krzyżanówka, a dowództwo dywizji rozlokowało się w Krzyżanowie.
13 września dowództwo grupy operacyjnej stacjonowało w Lesznie. Dowódca grupy wydał kolejny rozkaz regulujący marsz i ustalający organizację osłony na linii Bzury. 25 Dywizja Piechoty została wydzielona do odwodu armii, Grupa kawalerii gen. Grzmota-Skotnickiego miała zlikwidować przedmościa na południowym brzegu Bzury, zamknąć przeprawę przez Bzurę w rejonie Topoli Królewskich, pod Kucharami i Zagajem i dozorować resztę odcinka; 17 DP miała za zadanie zorganizować częścią sił obronę Bzury, stworzyć rygiel obronny na Ochni; 14 DP otrzymała rozkaz przegrupowania gros sił do rejonu Dębowa Góra–Bąków–Bogoria, a 58 pułkiem piechoty obsadzić Bzurę od Woli Kalkowej do Strugienic; 47 batalion saperów miał odejść nocą do Budzynia. Po wydaniu rozkazów marszowych i zarządzeń odnośnie do osłony na Bzurze dowództwo grupy przeniosło się do Śleszyna.
W południe 14 września zaczęły napływać meldunki o osiągnięciu przez wojska wyznaczonych rejonów. Z dowództwa armii nadszedł rozkaz przyjęcia nad rzeką Słudwią ugrupowania przeciwpancernego. Dowódca grupy operacyjnej nakazał 17 i 14 DP do wieczora obsadzić rzekę. W tym czasie w dowództwie armii zapadły nowe decyzje. GO miała kontynuować marsz na wschód i 16 września stanąć nad Bzurą. W nocy 16 na 17 września nacierać przez Bzurę po osi Sochaczew – Warszawa. Do grupy powróciła 25 DP, a grupę kawalerii gen. Grzmota-Skotnickego rozwiązano. Podolska BK miała odejść na północne skrzydło armii do rejonu Budy Stare, pozostałe siły grupy kawalerii, a w przyszłości także oddziały wydzielone z 14 i 17 DP miały utworzyć zgrupowanie gen. Grzmota-Skotnickiego podlegające bezpośrednio gen. Kutrzebie. Zadaniem nowego zgrupowania była osłona tyłów Armii „Poznań” i „Pomorze” od strony południowo-zachodniej. Marsz grupy operacyjnej na wschód rozpoczął się dopiero około północy. 25 DP dążyła do rejonu Kiernozia – Osmolin – Sanniki, 17 DP Karsznice – Skowroda, 14 DP Wyborów – Chąśno.
15 września sztab GO opracował ogólny rozkaz operacyjny do marszu w kierunku dolnej Bzury. Dowódca grupy zamierzał maszerować równocześnie trzema dywizjami, na równej wysokości, celem osiągnięcia rejonu dla ugrupowania wstępnego do działań dla przekroczenia Bzury w pasie Plecewice – Kozłów Szlachecki Stary. W tym celu 14 DP marszem ubezpieczonym miała osiągnąć rejon Bronisławy–  dwór Złota  – dwór Szwarocin i nawiązać łączność z oddziałami 26 DP w rejonie Gągolina. 17 DP miała osiągnąć rejon las Zofiówka–Cypriany–Ćmiszew–Rybno i nawiązać łączność z grupą płk. Switalskiego. 25 DP miała zająć rejon Juliopol–Adamowa Góra–Sarnów i nawiązać łączność z Wielkopolską BK względnie z Podolską BK.
gen. Knoll-Kownacki postawił też zadania oddziałom osłony. Oddział wydzielony „Szewce” miał w nocy z 15 na 16 września odesłać do 17 DP batalion 70 pp oraz dywizjon bez baterii; płk Smolarski powrócić do dywizji, a dowództwo nad oddziałem przejąć miał płk Alfred Konkiewicz. Oddział wydzielony „Sobota” miał odesłać w ciągu nocy do Szwarocina pułk (bez batalionu) i dywizjon artylerii (bez baterii), pozostawiając do dyspozycji płk. Konkiewicza batalion piechoty z baterią artylerii.

## Struktura organizacyjna
Grupa Operacyjna „Koło” w dniach 3-5 września 1939:
- 17 Dywizja Piechoty (bez II/68 pp, 17 kompanii ckm, 70 pp i I/17 pal)
- 25 Dywizja Piechoty
  - 70 pułk piechoty
  - I dywizjon 17 pułku artylerii lekkiej
  - 8 batalion strzelców
  - 9 batalion strzelców
  - Krotoszyński batalion ON
  - Ostrowski batalion ON
  - 31 samodzielna kompania czołgów rozpoznawczych

- 7 pułk artylerii ciężkiej
- 1 bateria pomiarów artylerii
- 4 kompania balonów obserwacyjnych
- 22 kompania telefoniczno-kablowa
- kompania saperów KOP „Stolin”
- 71 samodzielna kompania czołgów rozpoznawczych

Grupa Operacyjna gen. Knoll-Kownackiego w dniach 6-21 września 1939:
- 17 Dywizja Piechoty
- 25 Dywizja Piechoty
- Wielkopolska Brygada Kawalerii
- dowództwo artylerii armii – płk Wojciech Wilkoński
- 14 Dywizja Piechoty
- 7 pułk artylerii ciężkiej
- 26 Dywizja Piechoty – płk dypl. Adam Brzechwa-Ajdukiewicz (od 16 IX 1939 – podległość operacyjna dywizji z GO „Wschód”)

Odwody Armii „Warszawa” w dniach 22–27 września 1939: 
- 25 Dywizja Piechoty – gen. bryg. Franciszek Alter (w skład dywizji weszły także oddziały z 14 DP i 17 DP)
- 15 Dywizja Piechoty – gen. bryg. Zdzisław Przyjałkowski (w skład dywizji weszły także oddziały z 4 DP, 16 DP i 26 DP)
- Grupa płk. Kalińskiego (około 1000 żołnierzy z 13 Dywizji Piechoty)
- Zbiorcza Brygada Kawalerii – gen. bryg. Roman Abraham

## Obsada personalna Dowództwa
- dowódca – gen. bryg. Edmund Knoll-Kownacki
- szef sztabu – płk dypl. Michał Białkowski
- oficer operacyjny – ppłk dypl. Tadeusz Bandrowski
- oficer sztabu – mjr dypl. Jerzy Younga de Lenie
- oficer sztabu – kpt. Kazimierz Tutak
- oficer sztabu – kpt. Eugeniusz Schauer
- oficer sztabu – kpt. Mieczysław Urbanowicz
- oficer sztabu – rtm. Boczkowski
- oficer sztabu – por. Gil
- szef żandarmerii – kpt. żand. Romuald Spławiński
- dowódca artylerii grupy – płk Michał Jancewicz (od 8 IX 1939)
- kwatermistrz – ppłk piech. Kazimierz Sokołowski (od 10 IX 1939)
- zastępca kwatermistrza – kpt. Feliks Hasinski
- szef sanitarny – ppłk dr Wołkowski (od 14 IX 1939)